# Voile aux Jeux olympiques de la jeunesse de 2014
Navigation
Édition précédente Édition suivante
Les épreuves de voile aux jeux olympiques de la jeunesse d'été de 2014 ont lieu au Jinniu Lake de Nankin, en Chine, du 18 au 23 août 2014.

## Podiums

### Garçons
| Édition                          | Or                         | Argent        | Bronze           |
| -------------------------------- | -------------------------- | ------------- | ---------------- |
| Dériveur une personne (Byte CII) | Cheok Khoon Bernie Chin    | Rodolfo Pires | Jonatan Vadnai   |
| Planche à voile (Techno 293)     | Francisco Saubidet Birkner | Maxim Tokarev | Lars van Someren |

### Filles
| Édition                          | Or           | Argent            | Bronze         |
| -------------------------------- | ------------ | ----------------- | -------------- |
| Dériveur une personne (Byte CII) | Samantha Yom | Odile van Aanholt | Jarian Brandes |
| Planche à voile (Techno 293)     | Linli Wu     | Mariam Sekhposyan | Lucie Pianazza |